# Александрийский завод подъёмно-транспортного оборудования
Александрийский завод подъемно-транспортного оборудования — предприятие, специализирующееся на изготовлении грузоподъемных кранов и кранового оборудования.

## История
Александрийский завод подъемно-транспортного оборудования основан в 1962 году. В советское время кроме кранового оборудования выпускал товары широкого потребления.

В 1974 году совместно с ВНИИПТМАШ разработаны и запущены в серийное производство несколько инновационных проектов: мостовой электрический статически определимый кран большого пролета (до 34,5 м), мостовой электрический кран во взрывобезопасном исполнении, снижение металлоемкости мостовых двухбалочных кранов, установка дистанционного управления кранами. Более подробно разработки описаны в разделе «Научно-технические разработки».

До 1991 года был налажен серийных выпуск подъемных кранов, которые эксплуатировались на территории всего Советского Союза. За годы независимости Украины сменил несколько названий и организационно-правовых форм. В 2014 году завод вернулся в своему прежнему славному имени, широко известному за пределами Союза.

В 1978 году выпущен юбилейный десятитысячный подъемный кран.

С 1962 года по настоящее время выпущено более 20 тысяч подъемных кранов.

## Производство
Деятельность завода, направлена на изготовление подъемно-транспортного оборудования, мостовых и козловых подъемных кранов.

Краны мостовые двухбалочные изготавливаются грузоподъемностью до 125 т, мостовые однобалочные до 16 т, козловые до 40 т.